# 袍
| 袍を着た聖武天皇 |  | 黄櫨染御袍を着た天皇徳仁2019年（令和元年）撮影  |
| 袍を着た聖武天皇 |  | 黄櫨染御袍を着た天皇徳仁 2019年（令和元年）撮影 |

| 左：闕腋袍に空頂黒幘を被った裕仁親王（のちの昭和天皇） 右：闕腋袍に空頂黒幘を被った竹田宮恒徳王※いずれも元服前（未成年時）に撮影  |  | 左：闕腋袍に空頂黒幘を被った裕仁親王（のちの昭和天皇） 右：闕腋袍に空頂黒幘を被った竹田宮恒徳王※いずれも元服前（未成年時）に撮影 |
| 左：闕腋袍に空頂黒幘を被った裕仁親王（のちの昭和天皇） 右：闕腋袍に空頂黒幘を被った竹田宮恒徳王 ※いずれも元服前（未成年時）に撮影 |  | |

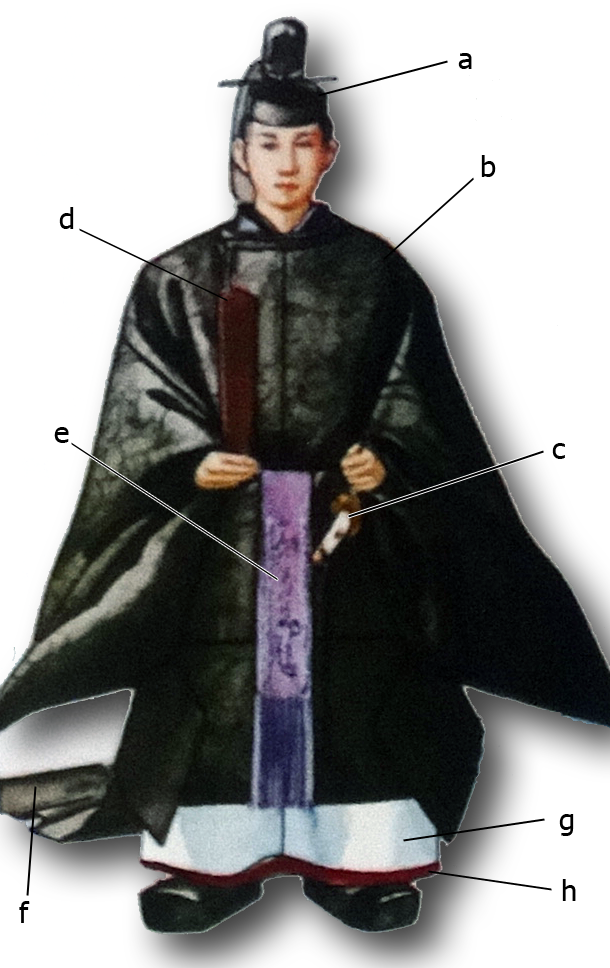
束帯
a:冠 b:袍 c:飾太刀 d:笏 e:平緒 f:下襲の裾 g:表袴 h:大口袴

袍（ほう）とは、日本や中国などで用いられる衣服。日本においては、朝服の上衣のひとつ。武官・幼年用の闕腋袍（けってきのほう。両わきの袖付けの下を縫い合わせない）と、文官用の縫腋袍（ほうえきのほう。袖付け下を縫い合わせる）がある。

## 歴史

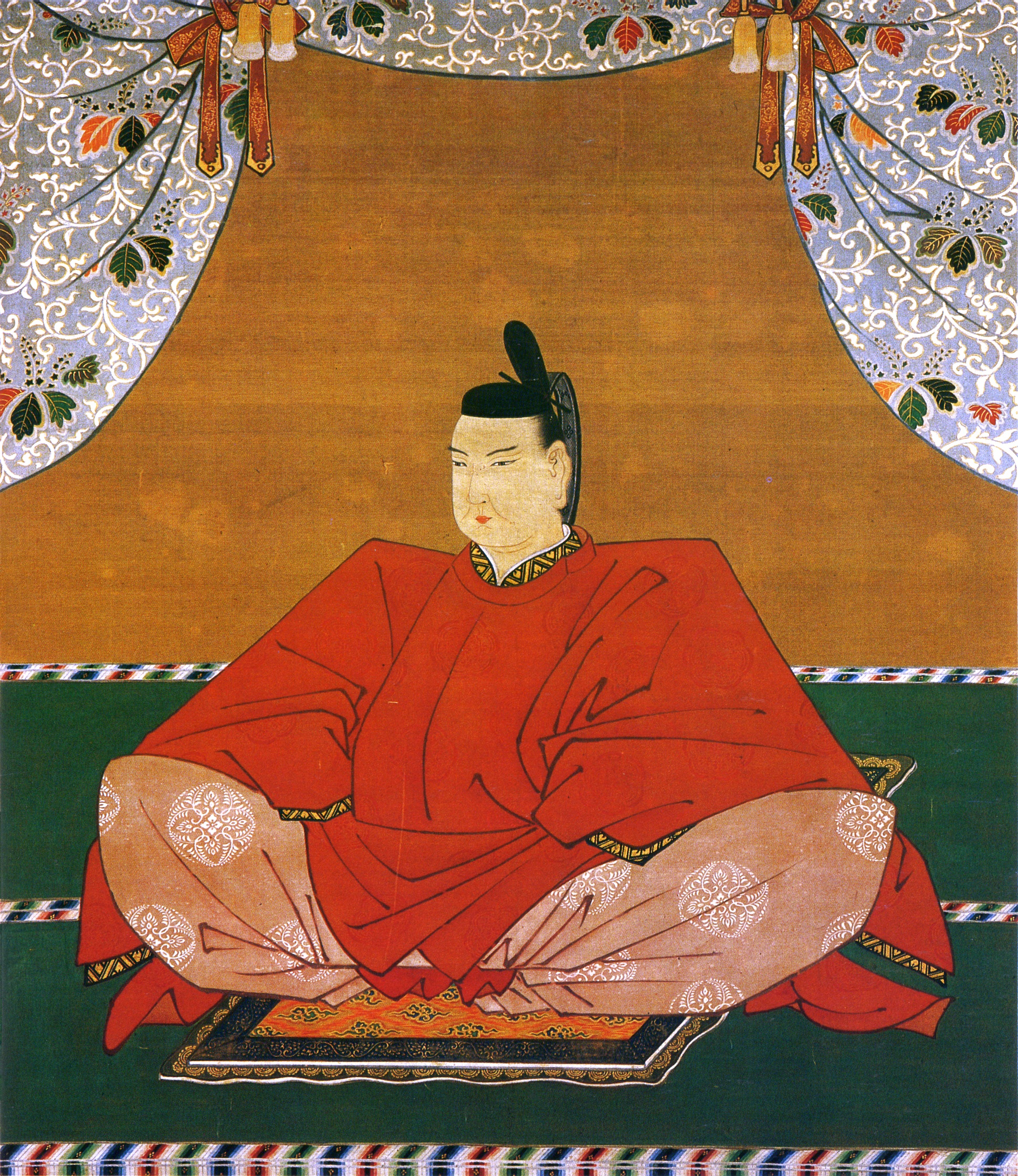
平安時代の縫腋袍（一条天皇）

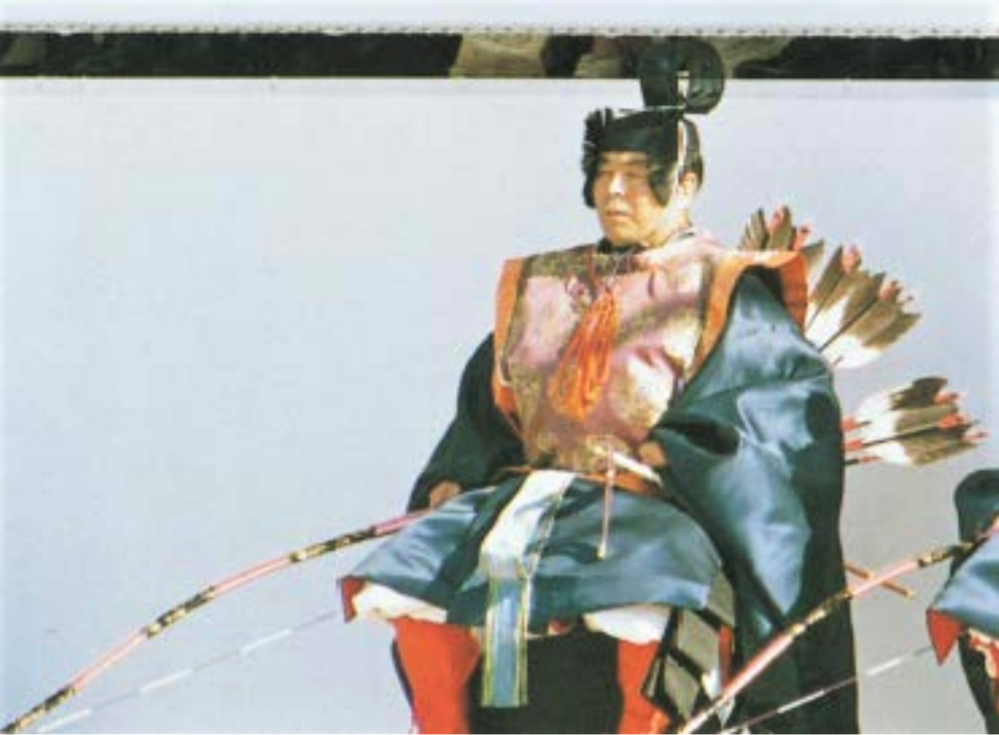
闕腋袍を着た衛門
1990年、即位礼にて

中国における「袍」の字の歴史は古いが、時代により定義に変遷がある。古く、周の故実を記したとされる前漢時代の書『礼記』「玉藻篇」には「纊爲繭、縕爲袍、襌爲絅、帛爲褶。」(纊(新しいまわた)を入れた服を繭といい、縕(古いまわた)を入れたのを袍という。また襌(ひとえ)に仕立てた衣服を絅といい、綿を入れないのを褶という。)とある。また唐においては「袍」というのは冬の常服の上衣で、夏の裏無しは「衫」と称した。
日本の「朝服」（唐の「朝服」とは同名異物）の祖形になった唐の「常服」の上衣は、北朝の胡服の系統を引くものだが（『 夢渓筆談』ほか）、元来は腋のあいたものであった。中国ではこれを「欠胯」という。北周の皇族の宇文護が襴をつけることを建言し、中国風に改良されたものが日本で呼ぶところの縫腋袍である（『隋書』ほか）。中国で「縫腋」の名称は一般的でなく、通常「有襴」と称したが、日本では『和名抄』においてすでに「縫腋袍」の名称が見られる。一方で唐代以後、闕腋袍の形式のものも盛んに用いられた。唐代の絵画によると警衛の者や宦官などが闕腋の上衣を用い、文官などが有襴の縫腋袍を用いる例が多いが、すべてがそうとも言い切れない。
「袍」という言葉は、『日本書紀』では7世紀頃から出てくるようになる。養老律令の「衣服令」に親王・諸王・文官の朝服に「衣」とあるものが縫腋袍、武官の朝服に「襖」とあるものが闕腋袍にあたると見られる。正倉院宝物中の闕腋袍の遺品によれば、腋の開けは裾のほうより50センチ程度開けたものが多い。平安時代後期以後の和様化した闕腋袍が、袖付けより下をすべて開けているのと異なるが、これは元来腋の開けが乗馬等の便宜をはかるためのものであったことを窺わせる。
平安時代初期以降、公卿は武官を兼ねていても縫腋袍、四位、五位の武官は行幸の供奉や儀式での儀仗に立つときのみ闕腋袍で、普通は束帯にも縫腋袍、六位以下の武官は束帯では常に闕腋袍となった。この四位、五位の殿上人の武官の複雑な装束の使い分けは、藤原定家著とされる『次将装束抄』に詳しい。なお六位蔵人の装束の故実は『助無智秘抄』に詳しいが、武官を兼ねる場合は纔着の闕腋をいつも着用している（文官であれば縫腋袍である）。また、元服以前の者の束帯の袍も闕腋である。
岡倉天心は闕腋の袍に藤原時代の官帽をいだかせるという司法官や弁護士の制服を考案し、天心の友人藤田隆三郎の献言で司法部に採用された

## 構造
闕腋袍（欠腋袍）は、袖付けより下側で脇を縫わず、前身と後身が分かれ、襴を伴わない。また、縫腋袍は、腋が縫われ、裾周りに襴を横向きにめぐらす。闕腋袍は裾が縫い合わさっておらず、縫腋袍よりも脚を動かしやすい形状である。闕腋袍の和訓は「わきあけのうへのきぬ」、縫腋袍の和訓は「まとはしのうへのきぬ」である。
襴(らん)は、袍の裾をさらに下に伸ばすために袍の裾に縫い付けた布である。襴は、両足を分けずに包む。ちょうど、袍の裾にスカート状のものが付いた形になるが、スカートとは違い、欄を円筒状に縫うことはしない。反物から裁断した長方形の長い辺が、身体の上下方向とは直角になるようにして、襴が裾に縫いつけられる。従って、襴の上下方向の長さは、反物の幅とほぼ同じになる。体の前の部分の襴と体の後ろの部分の襴は、縫わなくても繋がっている。欄の脇線の位置、つまり体の前の部分の襴と体の後ろの部分の襴の境の部分に、アコーディオン状のひだが作られている場合がある。このひだの山と谷の折り目は、上下方向である。欄に、蟻先(ありさき)が作られることがある。
蟻先(ありさき)は、欄の脇線の位置から左右に張り出した部分。蟻先の布は欄の布の一部である。つまり、欄の布と蟻先の布は、反物を裁断したときは1枚の繋がった布である。

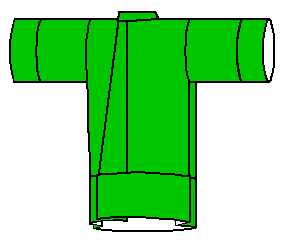
襴が付いている袍
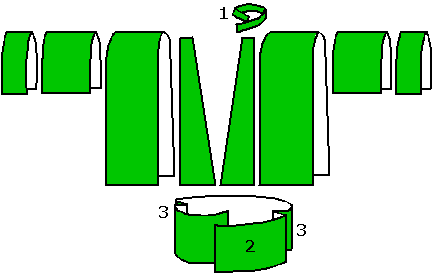
襴が付いている袍の分解図 1.盤領(あげくび・ばんりょう・まるえり) 2.襴 3.アコーディオン状のひだ
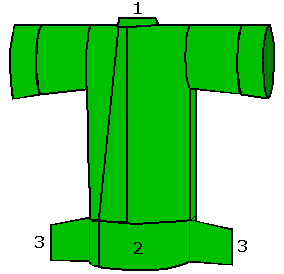
縫腋袍 1.盤領 2.襴 3.蟻先
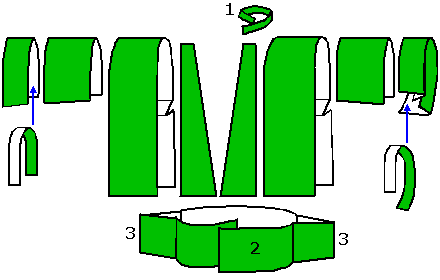
縫腋袍の分解図 1.盤領 2.襴 3.蟻先
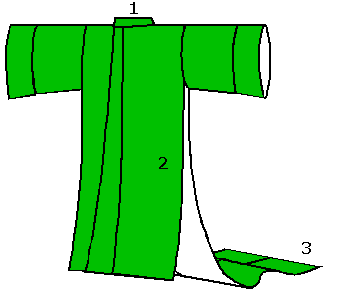
闕腋袍 1.盤領 2.前身頃 3.裾（きょ）